# А-душ-Кунядуш
А-душ-Кунядуш (порт. A dos Cunhados; МФА: [ɐ duʃ ku.ˈɲa.duʃ]) — парафія в Португалії, у муніципалітеті Торреш-Ведраш. Розташована в західній частині країни, на теренах історичної португальської провінції Ештремадура. Входить до складу округу Лісабон. За адміністративним поділом, чинним до 1976 року, терени парафії були складовою провінції Ештремадура. Належить до Лісабонського патріархату Католицької церкви. Патрон — Діва Марія. Площа — 44,3349 км². Населення — 8459 ос. (2011). Слабо урбанізований регіон. Густота населення — 190,8 осіб/км²
. Код — 111301.

## Географія
А-душ-Кунядуш розташовувався на заході муніципалітету Торреш-Ведраш, на березі Атлантичного океану. Відстань до муніципального центру становила близько 6 км.

## Населення
| Кількість мешканців | Кількість мешканців | Кількість мешканців | Кількість мешканців | Кількість мешканців | Кількість мешканців | Кількість мешканців | Кількість мешканців | Кількість мешканців | Кількість мешканців | Кількість мешканців | Кількість мешканців | Кількість мешканців | Кількість мешканців | Кількість мешканців |
| ------------------- | ------------------- | ------------------- | ------------------- | ------------------- | ------------------- | ------------------- | ------------------- | ------------------- | ------------------- | ------------------- | ------------------- | ------------------- | ------------------- | ------------------- |
| 1864                | 1878                | 1890                | 1900                | 1911                | 1920                | 1930                | 1940                | 1950                | 1960                | 1970                | 1981                | 1991                | 2001                | 2011                |
| 1 294               | 1 587               | 2 050               | 2 306               | 2 862               | 3 380               | 3 953               | 4 720               | 5 254               | 6 121               | 5 995               | 7 032               | 7 895               | 6 936               | 8 459               |